# Himmerlandsbanken
Himmerlandsbanken var en dansk bank, der havde hovedsæde i Hobro og filialer i det nordjyske område.

## Himmerlandbanksagen
Himmerlandsbanken havde ført en aggressiv udlånspolitik op gennem 1980'erne og led store tab bl.a. på ejendomsmarkedet. I løbet af 1993 blev det klart, at Himmerlandsbanken havde store økonomiske problemer. Finanstilsynet truede med at lukke banken, med mindre der blev fundet en ordnet afvikling. I august 1993 overtog Sparekassen Nordjylland (det senere Spar Nord Bank) hovedparten af bankens balance. Den resterende del af Himmerlandsbanken gik 23. august 1993 konkurs.
Ved udgangen af 1991 havde Himmerlandsbanken søgt at styrke sit kapitalgrundlag ved at udstede et ansvarligt obligationslån. Mange af bankens private kunder tabte betydelige beløb på disse obligationer, som angiveligt var solgt uden at kunderne vidste, at der var tale om obligationer med større risiko end almindelige danske obligationer.
I 2005 tabte konkursboet efter Himmerlandsbanken ved Højesteret en sag rejst af ejere af disse obligationer. Dommen betød, at indehavere af disse obligationer blev sidestillet med øvrige kreditorer.
Som forudsætning for overtagelse af aktiviteter fra Himmerlandsbanken havde Sparekassen Nordjylland forlangt en særlig skattemæssig behandling, således at der kunne opnås fradrag for afskrivninger på udlånsporteføljen. Finanstilsynet bar modellen igennem, og Skatteministeriet accepterede den. Dette var senere genstand for en undersøgelse, der i 1994 førte til, at skatteminister Ole Stavad (S) gik af.